# 幻住院
幻住院(げんじゅういん)は岐阜県加茂郡富加町大平賀にある延命地蔵菩薩を本尊とする臨済宗妙心寺派の寺院で、山号は天目山。中濃八十八ヶ所霊場55番札所である。
寺伝によると延宝2年（1674年）に西村吉兵衛の子、幻住一如童子を弔うために建立される。享保元年（1716年）富岡東香寺2世の関宝が中興した。道戒祖了が堂宇の再建を果たす。昭和2年（1937年）に高野山からもたらされた弘法大師像を祀るための弘法堂が建立された。
本尊のほか、庚申や不動明王、西国三十三観音を祀る。